# Falegnami ad alta quota
Falegnami ad alta quota è un programma televisivo prodotto da EiE Film e trasmesso su DMAX.
Falegnami ad alta quota è una serie factual dedicata ad un family business unico nel suo genere, altamente spettacolare e specializzato: la Legno House di Caldonazzo, in provincia di Trento, leader nelle ristrutturazioni ad alta quota e nella bioedilizia.
I protagonisti della serie sono i fratelli Giovanni e Paolo Curzel ed una squadra di quindici ragazzi, tra cui l’amico d’infanzia Mauro. Un’impresa di famiglia nata negli anni sessanta con ancora alle redini l’anziano padre Germano, detto “il Supremo”, di cui tutti hanno sacro timore. Tre generazioni nate e cresciute in mezzo alla segatura, nella falegnameria di famiglia sotto casa, dove vivono tutti insieme con mogli e fidanzate con cui condividono parte del lavoro. Una vita dedicata a respirare, tagliare, trasportare, montare, costruire con il legno, in luoghi e imprese sempre più estreme e sempre più in alto. La loro forza e unicità, oltre alla smisurata passione per il legno è proprio il loro grande amore per la montagna e per le avventure spericolate ad alta quota. Un profondo rispetto per l’ambiente che li ha resi inarrivabili nel loro mestiere: la ristrutturazione dei rifugi di montagna.

## Episodi

### Prima stagione
| Episodi | Titolo                    | Prima TV Italia |
| ------- | ------------------------- | --------------- |
| 1       | Il cantiere deve riaprire | 09 marzo 2022   |
| 2       | Il trono di legno         | 16 marzo 2022   |
| 3       | Il bivacco ad alta quota  | 23 marzo 2022   |
| 4       | Una nuova sfida           | 30 marzo 2022   |
| 5       | Si deve correre           | 6 aprile 2022   |
| 6       | L’inverno sta arrivando   | 13 aprile 2022  |

### Seconda stagione
| Episodi | Titolo                  | Prima TV Italia |
| ------- | ----------------------- | --------------- |
| 1       | Il bivacco degli Alpini | 15 marzo 2023   |
| 2       | Caldonazzo vs. Cortina  | 22 marzo 2023   |
| 3       | La chiusura del bivacco | 29 marzo 2023   |
| 4       | Capanna Fassa           | 5 aprile 2023   |
| 5       | Sempre più in alto      | 12 aprile 2023  |

### Terza stagione
| Episodi | Titolo                  | Prima TV Italia |
| ------- | ----------------------- | --------------- |
| 1       | Ritorno A Capanna Fassa | 20 Marzo 2024   |
| 2       | L'Asilo Dei Bocia       | 27 Marzo 2024   |
| 3       | L'arte del legno        | 3 Aprile 2024   |
| 4       | La rivincita di Paolo   | 10 Aprile 2024  |
| 5       | Stalle ad alta quota    | 17 Aprile 2024  |
| 6       | Bocia alla riscossa     | 24 Aprile 2024  |
| 7       | Trasporti sulle piste   | 1 Maggio 2024   |
| 8       | I Curzel vanno al mare  | 8 Maggio 2024   |

### Quarta stagione
| Episodi | Titolo                       | Prima TV Italia |
| ------- | ---------------------------- | --------------- |
| 1       | Sul tetto d'Europa           | 19 Marzo 2025   |
| 2       | Nuove montagne, vecchi amici | 26 Marzo 2025   |
| 3       | Ritorno a valle              | 2 Aprile 2025   |
| 4       | Dove osano i draghi          | 9 Aprile 2025   |
| 5       | Lost in Translation          | 16 Aprile 2025  |
| 6       | Dall'Austria al Garda        | 23 Aprile 2025  |
| 7       | Più veloci di un fulmine     | 30 Aprile 2025  |
| 8       | Timber Building              | 7 Maggio 2025   |